# Oxyagrion simile
Oxyagrion simile är en trollsländeart som beskrevs av Costa 1978. Oxyagrion simile ingår i släktet Oxyagrion och familjen dammflicksländor. Inga underarter finns listade i Catalogue of Life.